# Planet Stories
Planet Stories va ser una revista pulp nord-americana de ciència-ficció que va fundar Fiction House el 1939. Es va publicar des de 1939 fins a 1955 amb un total de 71 números. El control editorial va estar sempre en mans de Malcolm Reiss, primer com a editor i després, des del número imprès a la tardor de 1942, com a cap de redacció, quan va passar a delegar les seves tasques editorials a una sèrie de subeditors: el primer va ser Wilbur S. Peacock. Planet Stories va aparèixer al mateix temps que Planet Comics, l'èxit probablement va ajudar a finançar les seves primeres edicions.
Al llarg de les seves pàgines va presentar aventures interplanetàries que tenien lloc tant en l'espai com en altres planetes i va adoptar inicialment una estratègia de segmentació enfocada en els lectors joves. La revista no pagava prou per a atreure amb regularitat als escriptors de ciència-ficció més importants de l'època, però se les va arreglar a vegades per aconseguir obres de noms ben coneguts, entre els quals van estar Isaac Asimov i Clifford D. Simak. El 1952, Planet va publicar el primer conte de Philip K. Dick, col·laboració que va continuar en els tres anys següents amb quatre històries d'ell mateix autor.
Els dos escriptors més identificats amb Planet Stories van ser Leigh Brackett i Ray Bradbury, qui ambientaven moltes de les seves històries en una versió idealitzada de Mart, inspirada en la manera que Edgar Rice Burroughs representava a Barsoom en les seves històries.12 Tots dos autors van col·laborar en la novel·la curta Lorelei of the Red Mist que va aparèixer el 1946. Les obres que Bradbury va destinar a la revista inclouen una de les primeres històries de la sèrie Les cròniques marcianes, mentre que el treball més conegut que Brackett va realitzar per a la revista va ser una sèrie d'aventures amb el personatge d'Eric John Stark que va començar l'estiu de 1949.
Les il·lustracions també han posat èmfasi en les dones atractives, amb damisel·les en perill o princeses alienígenes amb poca roba en gairebé totes les portades; alguns dels col·laboradors de l'art interior van ser Hannes Bok i Alexander Leydenfrost, mentre que a les portades van ser Allen Anderson, Albert Drake i Frank Kelly Freas.

## Història
Tot i que els primers relats de ciència-ficció nord-americans van aparèixer abans de la dècada de 1920, no va ser sinó fins al llançament d'Amazing Stories el 1926 -una publicació pulp pionera propietat d'Hugo Gernsback- que aquest gènere va aconseguir la independència en termes de comercialització i desenvolupament editorial. A finals de la dècada de 1930, aquest passava pel seu primer auge, i diversos títols nous van aparèixer al mercat.

### Fundació
Després de les dificultats que va tenir durant la Gran Depressió, Fiction House -una de les editores pulp més importants de la dècada de 1920 -el 1927 va reiniciar les seves operacions en 1934 i va aconseguir bons resultats amb títols detectivescos i romàntics a través d'una subsidiària que va denominar Love Romances Inc. Part d'aquest èxit es va deure a la feina editorial de Thurman T. Scott, qui després de llançar Jumbo Comics el 1938, va decidir incloure històries amb tocs de ciència-ficció en algunes de les seves publicacions: la primera revista que va tenir material d'aquest gènere va ser Jungle Stories, que va aparèixer a principis de 1939. Encara que no va incloure de manera exclusiva relats de ciència-ficció, sovint apareixien elements simbòlics o personatges que feien esment a ella com ara supervivents de l'Atlàntida, goril·les intel·ligents o dinosaures.
A l'hivern de 1939, Fiction House va decidir afegir al seu catàleg una revista de ciència-ficció amb periodicitat trimestral que va denominar Planet Stories, el primer número es va llançar al desembre d'aquest any. Al mateix temps, dos nous còmics d'edició mensual van sortir al mercat: Jungle Comics i Planet Comics, l'èxit del qual probablement va permetre finançar les primeres edicions de Planet.

### Successió editorial
Malcolm Reiss va mantenir la supervisió i el control editorial de la revista al llarg de tota la seva existència, encara que durant els primers onze números va aparèixer com a editor a la capçalera. Quan altres van assumir aquesta tasca, va ser amb el càrrec de subeditor, mentre que Reiss ho feia com a cap de redacció.
El primer subeditor va ser Wilbur S. Peacock, un escriptor amb publicacions prèvies a Jungle Stories -a càrrec de Reiss-, que posseïa un temperament diferent al del seu predecessor que, en opinió de l'historiador Michael Ashley, va transformar Planet a «una revista profundament viva». Peacock va ocupar la posició entre les tardors de 1942 i 1945; quan va deixar el càrrec, Chester Whitehorn ho va reemplaçar breument durant tres números -hivern de 1945 fins a l'estiu de 1946-, i aquest al seu torn va tenir com a reemplaçament a l'editor de Jungle Stories Paul L. Payne, que va assumir tal posició des de la tardor de 1946 a la primavera de 1950.
A l'estiu de 1950, Jerome Bixby va assumir la direcció editorial de Planet. Igual que Peacock, Bixby era un escriptor i coneixedor del gènere de la ficció científica, tot i que el focus principal dels seus relats era a la ficció western. En el seu breu pas, va editar set números, 39 va canviar la periodicitat de trimestral a bimestral i va fer diversos esforços per millorar la revista: persuadir a un parell d'escriptors establerts per produir millor material i innovar.
Després de la partida de Bixby, Malcolm Reiss va reprendre novament les tasques editorials el setembre de 1951 i tres números més tard va nomenar sub-editor a Jack O'Sullivan, qui va decidir retornar a una calendarització trimestral per al nombre de l'estiu de 1954. Durant aquest període, un estudi de mercat contemporani va registrar que en 1953, les sumes que la revista oferia als seus col·laboradors eren només d'un o dos centaus per paraula, xifra considerablement menor a les que oferien les publicacions més importants de l'època.
El 1955, va començar una vaga a American News Corporation, el principal distribuïdor de revistes als Estats Units, que va significar que gran part de les publicacions mai arribessin als quioscos. Els exemplars que no van arribar a vendre van representar un dur cop financer per a les companyies editorials. Després d'això, molts editors van decidir cancel·lar les seves revistes, entre ells O'Sullivan, qui va editar el nombre final de Planet en l'estiu de 1955.

## Contingut

### Política editorial
El públic objectiu de Planet va ser el segment jove, de manera que va centrar les seves pàgines exclusivament a plasmar aventures interplanetàries, que sovint tenien lloc en societats primitives i que podrien considerar-se actualment com històries d'espasa i bruixeria. El resultat va ser una barreja del que es coneix com space opera i planet opera -contes melodramàtics d'acció i aventures en planetes alienígenes i en l'espai interplanetari-.
Encara que pràcticament cada història que va aparèixer a Planet podria ser descrita com space opera, va existir cert acostament a temes bàsics. La Terra va rebre amenaces alienígenes en un parell d'ocasions, però sovint l'acció transcorria en altres mons, amb terrícoles immersos en conflictes locals i la participació de belles princeses natives. Les històries romàntiques tenien alguns estereotips, per exemple: en el relat «Venus Has Green Eyes» de Carl Selwyn, que va aparèixer en la tardor de 1940, la princesa de Venus era dissuadida del seu odi cap als éssers humans quan l'heroi del relat la besa i, encara que ella respon amb una bufetada, acaba sucumbint als seus encants. Un respir a aquest tipus de representacions femenines la va proporcionar Leigh Brackett, qui descrivia així a les seves heroïnes:
| «                                         | My women are usually on the bitchy side —warm-blooded, hot-tempered—, but gutty and intelligent. | Les meves dones soler tenir força mala llet —de sang calenta, irascibles, però amb valor i intel·ligents. | » |
| — Bracket citada per Davin (2006, p. 258) |                                                                                                  | |   |

Durant la Segona Guerra Mundial, va ser a Planet Stories on els lectors podien trobar personatges femenins lluitadors, més enllà de ser un mer objecte de disputa. A més, algunes de les seves històries van mostrar la sexualitat de manera més directa en comparació a les revistes pulp de la competència, on el sexe en si era un tema tabú.
| |      | Primavera | Primavera | Primavera | Estiu | Estiu | Estiu | Tardor | Tardor | Tardor | Hivern | Hivern |
| | Ene  | Feb       | Mar       | Abr       | May   | Jun   | Jul   | Ago    | Sep    | Oct    | Nov    | Dic    |
| --- | ---- | --------- | --------- | --------- | ----- | ----- | ----- | ------ | ------ | ------ | ------ | ------ |
| 1939 |      |           |           |           |       |       |       |        |        |        |        | 1/1    |
| 1940 |      |           | 1/2       |           |       | 1/3   |       |        | 1/4    |        |        | 2/1    |
| 1941 |      |           | 1/6       |           |       | 1/7   |       |        | 1/8    |        |        | 1/9    |
| 1942 |      |           | 1/10      |           |       | 1/11  |       |        | 1/12   |        |        | 2/1    |
| 1943 |      |           | 2/2       |           | 2/3   |       |       |        | 2/4    |        |        | 2/5    |
| 1944 |      |           | 2/6       |           |       | 2/7   |       |        | 2/8    |        |        | 2/9    |
| 1945 |      |           | 2/10      |           |       | 2/11  |       |        | 2/12   |        |        | 3/1    |
| 1946 |      |           | 3/2       |           |       | 3/3   |       |        | 3/4    |        |        | 3/5    |
| 1947 |      |           | 3/6       |           |       | 3/7   |       |        | 3/8    |        |        | 3/9    |
| 1948 |      |           | 3/10      |           |       | 3/11  |       |        | 3/12   |        |        | 4/1    |
| 1949 |      |           | 4/2       |           |       | 4/3   |       |        | 4/4    |        |        | 4/5    |
| 1950 |      |           | 4/6       |           |       | 4/7   |       |        | 4/8    |        | 4/9    |        |
| 1951 | 4/10 |           | 4/11      |           | 4/12  |       | 5/1   |        | 5/2    |        | 5/3    |        |
| 1952 | 5/4  |           | 5/5       |           | 5/6   |       | 5/7   |        | 5/8    |        | 5/9    |        |
| 1953 | 5/10 |           | 5/11      |           | 5/12  |       | 6/1   |        | 6/2    |        | 6/3    |        |
| 1954 | 6/4  |           | 6/5       |           | 6/6   |       | 6/7   |        | 6/8    |        |        | 6/9    |
| 1955 |      |           | 6/10      |           |       | 6/11  |       |        |        |        |        |        |
| Números de 'Planet Stories'. Es mostren en format volum/número. El subratllat indica que el número es va titular com a trimestral —p. ej. Tardor de 1949— en comptes de mensual. Els colors identifiquen els editors de cada número: Malcolm Reiss Wilbur S. Peacock Chester Whitehorn Paul L. Payne Jerome Bixby Jack O'Sullivan |      |           |           |           |       |       |       |        |        |        |        |        |

### Primera edició
Aparentment Fiction House va prendre la decisió de posar en marxa Planet Stories tan ràpidament que Reiss va tenir poc temps per obtenir noves històries, per la qual cosa va treballar amb Julius Schwartz i agents literaris per omplir el primer número. El resultat va ser, en opinió de l'historiador Mike Ashley, una revista «particularment poc impressionant».
Així, el primer número va aparèixer el desembre de 1939 amb portada d'Albert Drake, que il·lustrava a The Golden Amazons of Venus, una novel·la curta de John Murray Reynolds. A més, va annexar les novel·les curtes Expedition to Pluto de Fletcher Pratt i Laurence Manning, War-Lords of the Moon de Linton Davies i The Cave-Dwellers of Saturn de John Wiggin.
Després de la publicació, Reiss va enfocar els seus esforços a millorar la qualitat de la ficció impresa en les edicions següents i ocasionalment va inserir disculpes cap als lectors pel feble del material.

### Estructura
Dins el contingut principal que va tenir Planet Stories, sovint hi havia una novel·la com ara Man of the Stars de Sam Moskowitz a l'hivern de 1941, que en les seves pròpies paraules va representar «la feina de ficció millor rebuda dels que havia fet». A més a més, va incloure alguns contes amb temàtiques poc usuals en el camp de les aventures interplanetàries. Per exemple, en l'època de Bixby va aparèixer Duel on Syrtis de Poul Anderson el març de 1951 -sobre el seguiment que un terrícola feia d'un extraterrestre a Mart- i The Incubi on Planet X de Theodore Sturgeon -sobre extraterrestres que segrestaven a dones de la Terra- Després de la partida de Bixby el 1952, la contribució més gran de Planet al gènere va ser el descobriment de Philip K. Dick, la primera venda Beyond Lies the Wub va aparèixer en l'edició de juliol de 1952.
També va existir una petita secció regular amb microrelats sota el títol «PS 's Feature Flash», que va tenir aportacions de diversos escrits com Ray Cummings o Carl Selwyn a la primavera de 1940, i Ray Bradbury o Henry Hasse a la primavera de 1947.
Tret del primer número, Planet contenia una columna amb cartes a l'editor sota el nom The Vizigraph; va ser una secció molt activa, amb llargues missives provinents d'un públic compromès. Sovint va incloure correspondència d'escriptors establerts i aficionats que posteriorment arribarien al reconeixement professional: l'historiador de ciència-ficció Mike Ashley va descriure les cartes de Damon Knight com «llegendàries» i Robert Silverberg va comentar en una carta al número de l'estiu de 1950 que la de Ray Bradbury «sens dubte va aconseguir algunes idees originals, per no dir totes les bones». Els editors van col·locar bona quantitat d'esforç en mantenir aquesta secció en un format amistós i alegre; l'escriptor i editor contemporani Robert Lowndes recordava que:
| «                                         | Reiss was sincere and urbane; Wilbur enjoyed taking his coat off and being one of the crowd. | Reiss va ser sincer i cortès; Wilbur [Peacock] gaudia treient-se el seu abrig per ser un més del piló. | » |
| — Lowndes citat per Ashley (1976, p. 58). |                                                                                              | |   |

Planet va inserir com a subtítol de portada Strange Adventures on Other Worlds - The Universe of Future Centuries fins a finals de 1946. Les portades sovint les va realitzar Allen Anderson durant els primers anys, Tot i que va ser Albert Drake qui va crear els quatre primers. Posteriorment, Frank Kelly Freas va aparèixer freqüentment en els crèdits de les portades. Un dels millors artistes que va treballar a Planet va ser Alexander Leydenfrost, l'obra, d'acord amb Clareson, «resumeix molt el que Planet Stories va representar en la dècada de 1940», malgrat que el seu treball a les portades no va ser tan impressionant com les seves il·lustracions interiors en blanc i negre- l'artista i historiador David A. Hardy les ha descrit com «gairebé Rembrandtianes en l'ús de llums i ombres»-.
El principal contribuent de la feina d'art interior va ser Hannes Bok, mentre que Planet va ser una de les primeres revistes a utilitzar un monstre d'ulls sortits -en anglès, error-eyed monster o BEM- com a element artístic bàsic en la ciència-ficció.
- Il·lustración interior d'Alexander Leydenfrost per The Million Year Picnic de Ray Bradbury.
- Portada característica de Planet Stories per Alexander Leydenfrost on apareix un monstre d'ulls sortits.
- Portada de Frank Kelly Freas on apareix el dimorfisme sexual que menciona Harry Harrison.
- Portada d'Allen Anderson, qui va col·laborar sovint amb el seu treball artístic a Planet

### Col·laboradors
Gran part de la ficció que Planet va tenir durant els seus primers anys va provenir de pocs autors, entre ells Nelson S. Bond que va oferir vuit històries principals, algunes d'elles novel·les. Deu més les va escriure Ray Cummings i quatre Ross Rocklynne; Leigh Brackett també va ser una contribuent regular per quinze anys, amb disset històries en total que van aparèixer durant l'existència de la revista.
Tot i l'enfocament en l'aventura espacial melodramàtica, la ficció a Planet Stories va millorar amb el transcurs dels anys, degut en gran manera a la feina de Brackett i Bradbury que van situar moltes de les seves històries en una versió romàntica de Mart en al·lusió a la Barsoom d'Edgar Rice Burroughs. Els escrits de Brackett van millorar durant la dècada de 1940, des de la fórmula pulp d'aventures a un estil més madur, i es va convertir en l'escriptora més completa dels romanços planetaris de la seva època. Va escriure una sèrie molt ben rebuda que tenia com a protagonista a l'aventurer Eric John Stark, que va començar a publicar-se en l'estiu de 1949 amb Queen of the Martian Catacomb.
El treball de Bradbury per Planet va incloure dos relats que més tard es van incorporar a Les cròniques marcianes, entre ells The Million Year Picnic; només una altra història de la sèrie havia aparegut abans que aquesta. També va col·laborar en la història conjunta Lorelei of the Red Mist amb Leigh Brackett, que es va basar en una idea seva i que va aparèixer en l'estiu de 1946. juny Les seves històries van demostrar les seves reserves respecte a l'avanç de la tecnologia, en particular The Golden Apples of the Sun de novembre de 1953 i a Sound of Thunder el gener de 1954 -reimprés del número del 28 de juny de 1952 del Collier's Weekly.
Altres escriptors ben coneguts van aparèixer en Planet Stories, entre els quals van estar: Isaac Asimov, Clifford Simak, James Blish, Fredric Brown i Damon Knight. Pilgrimage d'Asimov es va publicar el 1942, encara que no amb el seu títol original. Al no poder vendre-la enlloc, Asimov la va reescriure diverses vegades per diferents editors, va afegir elements religiosos a petició de John W. Campbell, que després va eliminar quan Malcolm Reiss va demanar més canvis. Finalment, va ser aquest últim qui la va comprar, però li va canviar el nom a Black Friar of the Flame.
Philip K. Dick també va col·laborar després de publicar el seu primer treball professional al juliol de 1952, va arribar a vendre quatre històries a la revista durant els dos anys següents, entre elles James P. Crow on un ésser humà pateix discriminació en un món de robots.

### Recepció i crítica
La revista va tenir com nínxol al públic jove, 55 i el llançament simultani el 1939 de Planet Comics probablement va servir com a instrument per atreure'ls cap al gènere, tot i que l'historiador Mike Ashley suggereix que és més probable que Planet Stories captés lectors experimentats que «encara anhelaven els primers dies de la ciència-ficció». Les sumes reals de circulació no es coneixen pel fet que la publicació anual del tiratge recentment va ser exigible als Estats Units a partir de la dècada de 1960. Malgrat això, se sap que va ser la tercera revista pulp més popular i especialitzada dins d'aquest gènere.
Per a alguns crítics les portades van ser «extramadament cridaneres», absurdes i altament comercials. Al respecte, l'acadèmic Marcel Danesi inclou a Planet dins d'aquelles revistes les portades rememoraven a l'art present en els cartells circenses i de vodevils per atreure audiències. Aquestes incloïen belles dones -a vegades humanes, a vegades princeses d'altres planetes- i extraterrestres amenaçadors. En general, el treball d'art va posar l'accent en temes sexuals, concepte que l'autor i crític Harry Harrison sarcàsticament va denominar dimorfisme sexual: vestits espacials pesats i funcionals per als homes i roba transparent on es podrien veure els bikinis o vestits de bany a les dones, mentre que d'acord amb els crítics Steve Holland i Alex Summersby, aquelles que van realitzar alguns veterans de les spicy pulps, com Harry L. Parkhurst i Allen Anderson, «van ser més d'explotació».
Els lectors no sempre van acceptar la forma d'enfrontar el tema de la sexualitat a Planet. En una carta de 1946, un d'ells es va oposar a Lorelei of the Red Mist en indicar que necessitava «un pessic de Listerine per rentar el mal gust de la meva boca», tot i que en una missiva de 1949, un altre va donar suport al «ràpid abordatge d'aquests tabús».
En termes generals, el crític i historiador Thomas Clareson indica que «Planet semblava mirar cap als anys 1930 o més enrere», una impressió reforçada per la utilització en l'hivern de 1940 de la feina d'art interior de Frank R. Paul, 63 qui fora l'il·lustrador de diverses portades per a les revistes de Gernsback a principis de la dècada de 1920. L'estil distintiu de Paul va influir significativament en els primers anys del gènere; de fet, segons l'historiador Peter Nicholls, això el situa com un els principals candidats per ser nomenat «pare de la il·lustració moderna de la ciència-ficció».
Pel que fa als relats i en suport a Planet Stories, el crític John Clute va assenyalar que «el contingut era molt més sofisticat que les portades», tot i que només al voltant d'un 5% de les aportacions van correspondre a escritoras. Entre elles, es troba Brackett, les obres on el protagonista era Eric John Stark van tenir una forta influència en altres escriptors, en particular: Gardner F. Fox, Lin Carter i Marion Zimmer Bradley. Ella mateix més endavant va sostenir que:
| «                        | The so-called space opera is the folk-tale, the hero-tale, of our own particular niche in history. | La denominada space opera és el conte poplar, el conte els herois per els nostres propis forats de la història. | » |
| — Brackett (1982, p. 7). | | |   |

D'altra banda, en referència a la feina que Bradbury va inserir a les pàgines de Planet, l'historiador pulp Tim de Forest cataloga aquestes aportacions com «la contribució més important d'aquesta revista per al gènere», mentre que Lee Server assenyala que alguns els primers clàssics de l'autor es van apreciar en Planet i que «amb cada història refinava el seu estil».

## Detalls bibliogràfics
Planet Stories va ser una revista en format pulp en els seus 71 números, amb un total de 128 pàgines durant la major part de la seva existència i un preu inicial de 20 cèntins de dólar. A partir del número de novembre de 1950, la quantitat de pàgines es va reduir a 112 i el preu va pujar a 25 cèntims. El març de 1952 el nombre novament es va reduir a 96, tot i que després va tornar a 112 fins a l'estiu de 1954, quan es va reduir definitivament a 96 pàgines durant les últimes cinc edicions.
Va començar amb una periodicitat trimestral; un breu intent d'edició bimensual es va aplicar el 1943: va aparèixer una al març i una altra al maig, però l'edició següent va consignar «tardor de 1943» i va inaugurar un nou període trimestral. Al número de la tardor de 1950 va seguir el de novembre de 1950, amb el que va instal·lar una periodicitat bimensual que va durar fins a maig de 1954, a què li va seguir un nombre en l'estiu de 1954. Després d'això, la revista va reprendre una calendarització trimestral fins al final de la revista; excepcionalment, el nombre d'hivern d'aquest any va incloure «/55» després de «1954», en lloc de consignar només a l'any.
La numeració dels sis volums que va tenir va ser constant, amb dotze números cada un tret al final que va arribar als onze. No obstant això, van existir tres errors en la numeració d'aquests al llom -encara que no a la capçalera-: nombre 5/10 imprès com 5/8, 5/11 com 6/3, i 6/11 com 6/12 respectivament en el llom.
Una reedició britànica va aparèixer entre març de 1950 i setembre de 1954 sota el segell editorial Pembertons, tot i que algunes fonts indiquen que va ser Streamline Publications el que va publicar la primera edició. Cada un va tenir numeració, no se'ls va inserir data i la quantitat de pàgines va ser dràsticament menor: entre 64 i 68 pàgines. A més a més, hi ha dotze números que apareixen en els registres bibliogràfics, mentre que un tretzè es rumoreja, però els bibliògrafs de ciència-ficció encara ho desconeixen. Els números 7 i 8 d'aquesta edició britànica també van incloure material reimprès de Startling Stories i Thrilling Wonder.
American News Co. va publicar una edició canadenca de dotze números -des de la tardor de 1948 a març de 1951- que va ser idèntica a l'edició nord-americana, mentre que a finals de la dècada de 1950 va aparèixer una versió mexicana amb el títol Enigmes.

## Publicacions relacionades
Des de l'estiu de 1950 Fins a la primavera de 1954, Fiction House va editar Two Complete Science Adventure Books com a revista alemanya de Planet, que va tenir com a política incloure dues novel·les en una simple revista tres vegades l'any. En 1953, Fiction House va posar en marxa una revista amb reimpressions que va anomenar Tops in Science Fiction, que va seleccionar contingut retrospectiu de Planet. La seva durada va aconseguir només dos nombres, amb la segona gairebé sense distribució.
Una antologia amb el títol The Best of Planet Stories # 1 va aparèixer el 1975 sota el segell editorial Ballantine Books i edició de Leigh Brackett, i va incloure set històries prèviament impreses entre 1942 i 1952. Inicialment es va considerar com el primer d'una sèrie, però no van aparèixer nous volums.
A Mèxic, la revista Los Cuentos Fantásticos de l'Editorial Enigma va incloure reimpressions de Planet dins dels seus 45 números (1948-1954), encara que també va tenir relats d'autors llatinoamericans i reimpressions d'altres publicacions com Argosy i Famous Fantastic Mysteries.